# Ark (Buxoro)

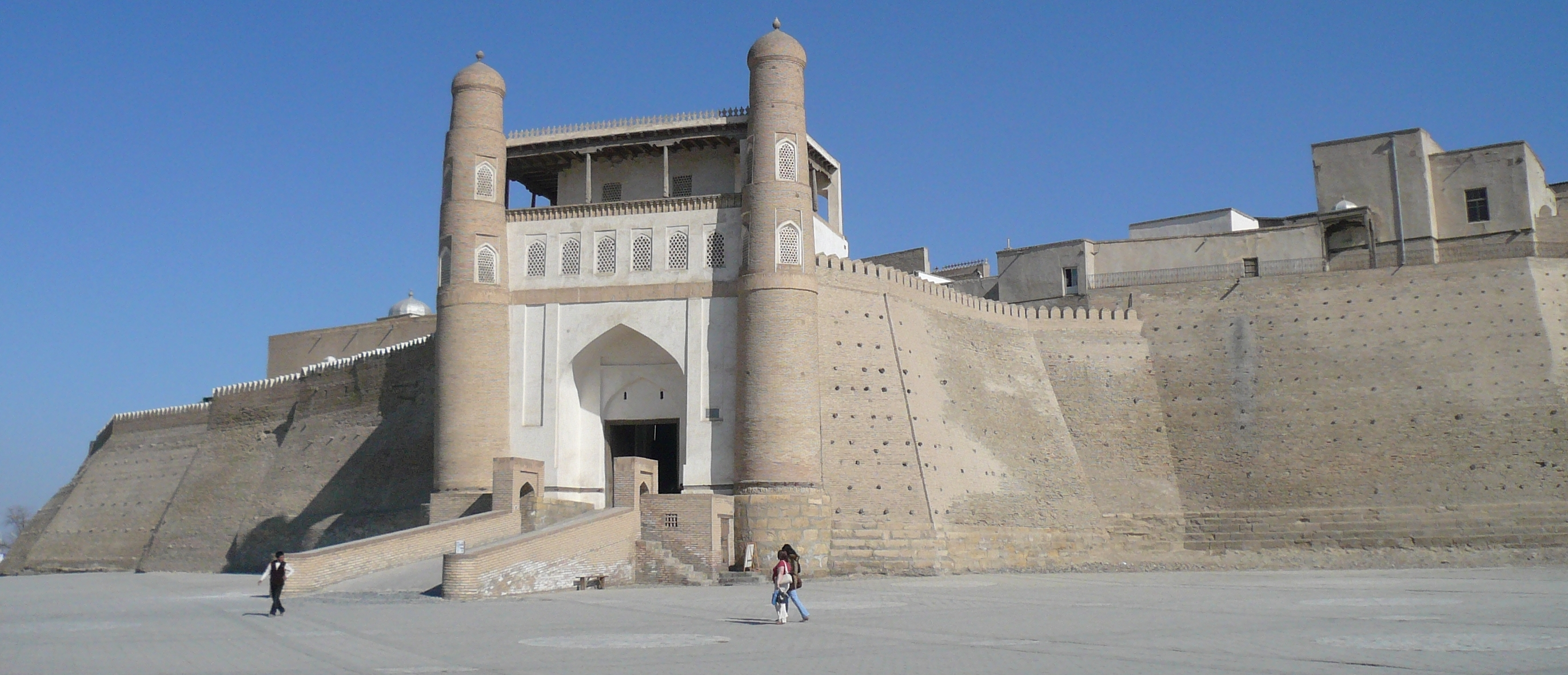
Ark

Der Ark ist eine Zitadelle in der usbekischen Stadt Buchara. Sie diente als Regierungssitz der Emire von Buchara (1785–1920).

## Lage
Die Zitadelle liegt im historischen Zentrum von Buchara im Nordwesten der Altstadt am Registon-Platz auf einem etwa 20 Meter hohen künstlich aufgeschütteten Hügel. Der Zitadelle westlich gegenüber liegt die Bolo-Hovuz-Moschee. Östlich der Zitadelle liegt der Zindon, das ehemalige Gefängnis der Stadt. Südlich des Ark liegen der Hodscha-Zaynuddin-Komplex und das Bauensemble Poi Kalon.

## Geschichte
Die Erbauungszeit des Ark ist unbekannt. Der Legende nach gilt Siyawasch als Erbauer der Zitadelle. Sein Grab soll sich an deren Osttor befunden haben. Ausgrabungen ergaben Spuren aus dem 4. Jahrhundert vor Christus.
Im Lauf der Jahrhunderte wurde die Zitadelle mehrmals zerstört und wiederaufgebaut, zuletzt unter den Schaibaniden. Hier befand sich nicht nur der Palast des Herrschers, sondern eine „Stadt in der Stadt“ mit staatlichen Institutionen wie z. B. die Münze, Wohnungen hoher Staatsdiener, Kasernen und Wirtschaftsgebäude wie Vorratshäuser, Werkstätten, Stallungen usw.
Bei der Eroberung von Buchara durch die Rote Armee 1920 gingen die Holzbauten in Flammen auf, einige wurden nach historischen Plänen wiederaufgebaut.

## Beschreibung
Die Zitadelle erstreckt sich über eine Fläche von etwa vier Hektar. Sie ist von einer massiven Festungsmauer umgeben. Der Großteil des Geländes liegt in Trümmern.
Vom Registon-Platz aus führt eine Rampe zu einem Torbau, der zwei runde Ecktürme, über dem Tor eine vergitterte Galerie und darüber eine von Säulen gestützte offene Galerie hat. Hinter dem Eingang führt ein Tunnel an dem ehemaligen Verlies vorbei zur Oberfläche der Zitadelle.
Der Palast des Herrschers ist ein einfacher Backsteinbau. In ihm befindet sich ein Museum für Landeskunde. Der Thronsaal ist ein gepflasterter Hof, von der ehemaligen Überdachung sind nur einige das Dach tragende Säulen erhalten.
Nördlich des Palastes steht die Dschome-Moschee (Freitagsmoschee), die 1712 erbaut wurde und auf drei Seiten unter Iwane offen ist. Der offene Bereich wurde als Sommermoschee genutzt.

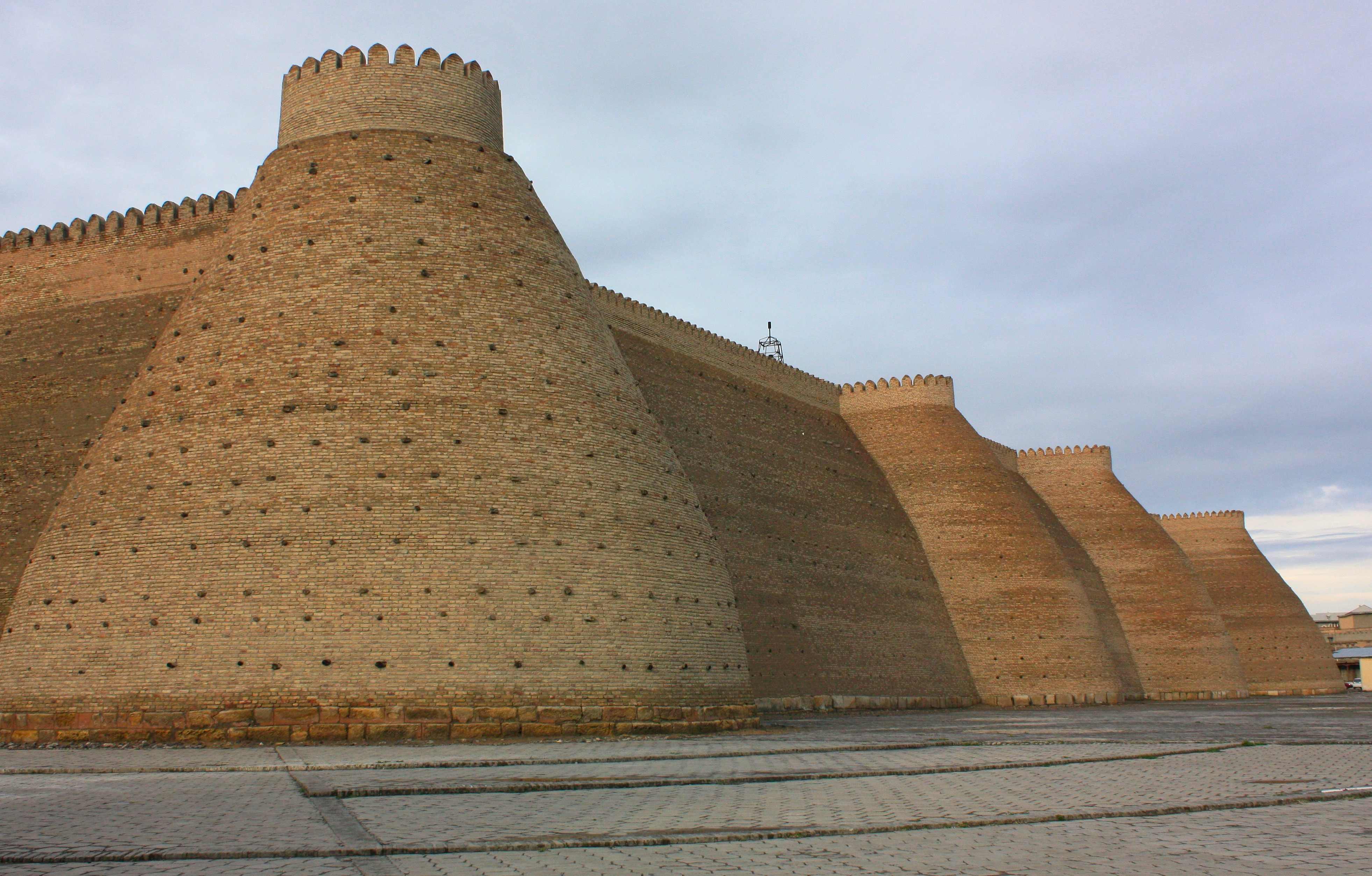
Festungsmauern
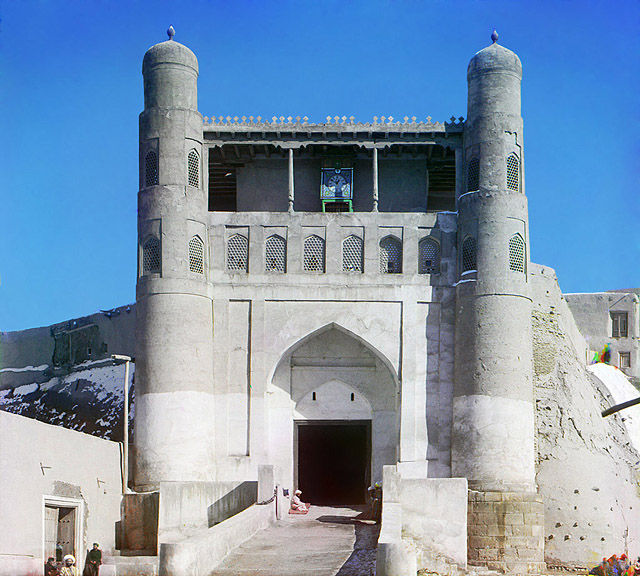
Torbau
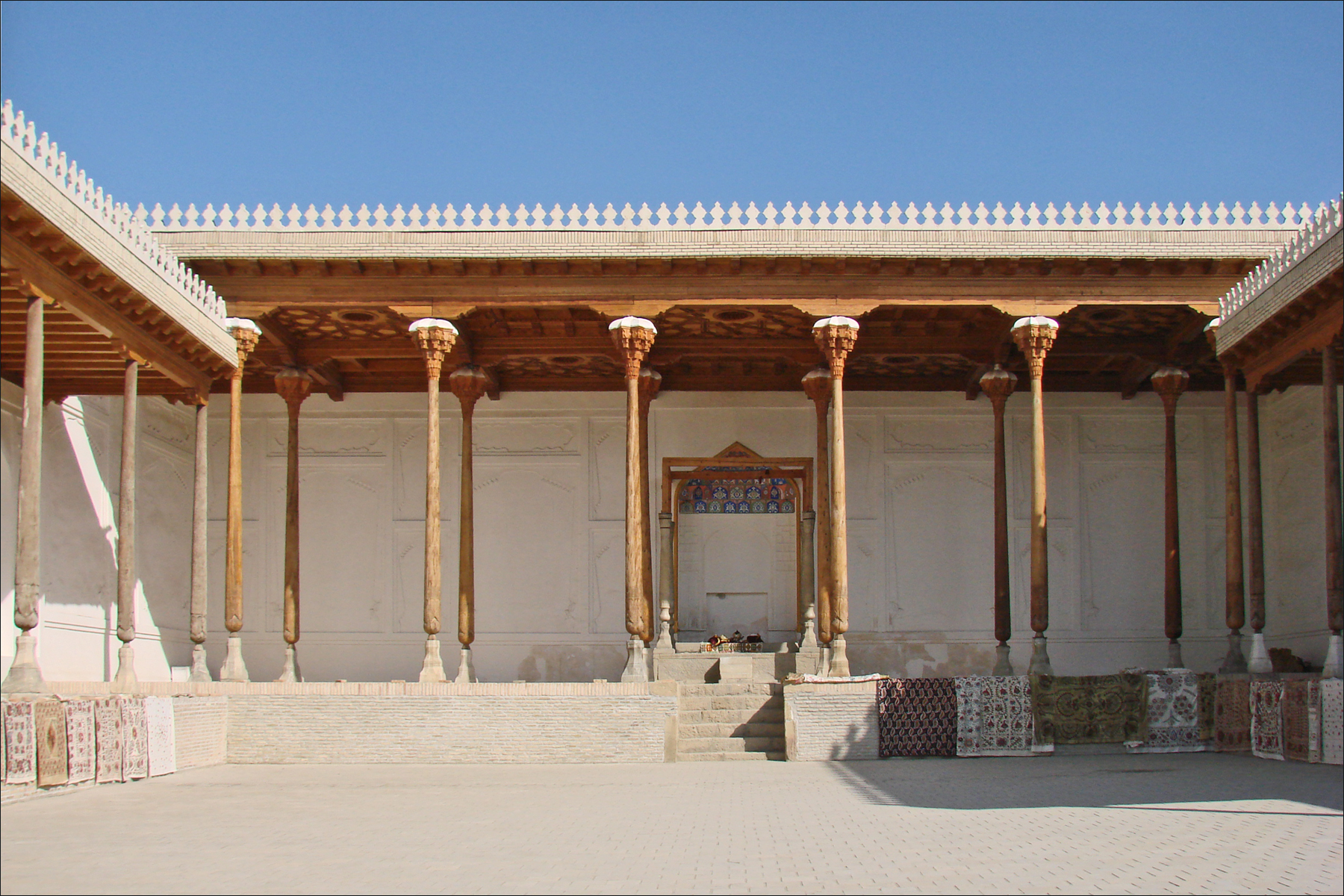
Thronsaal
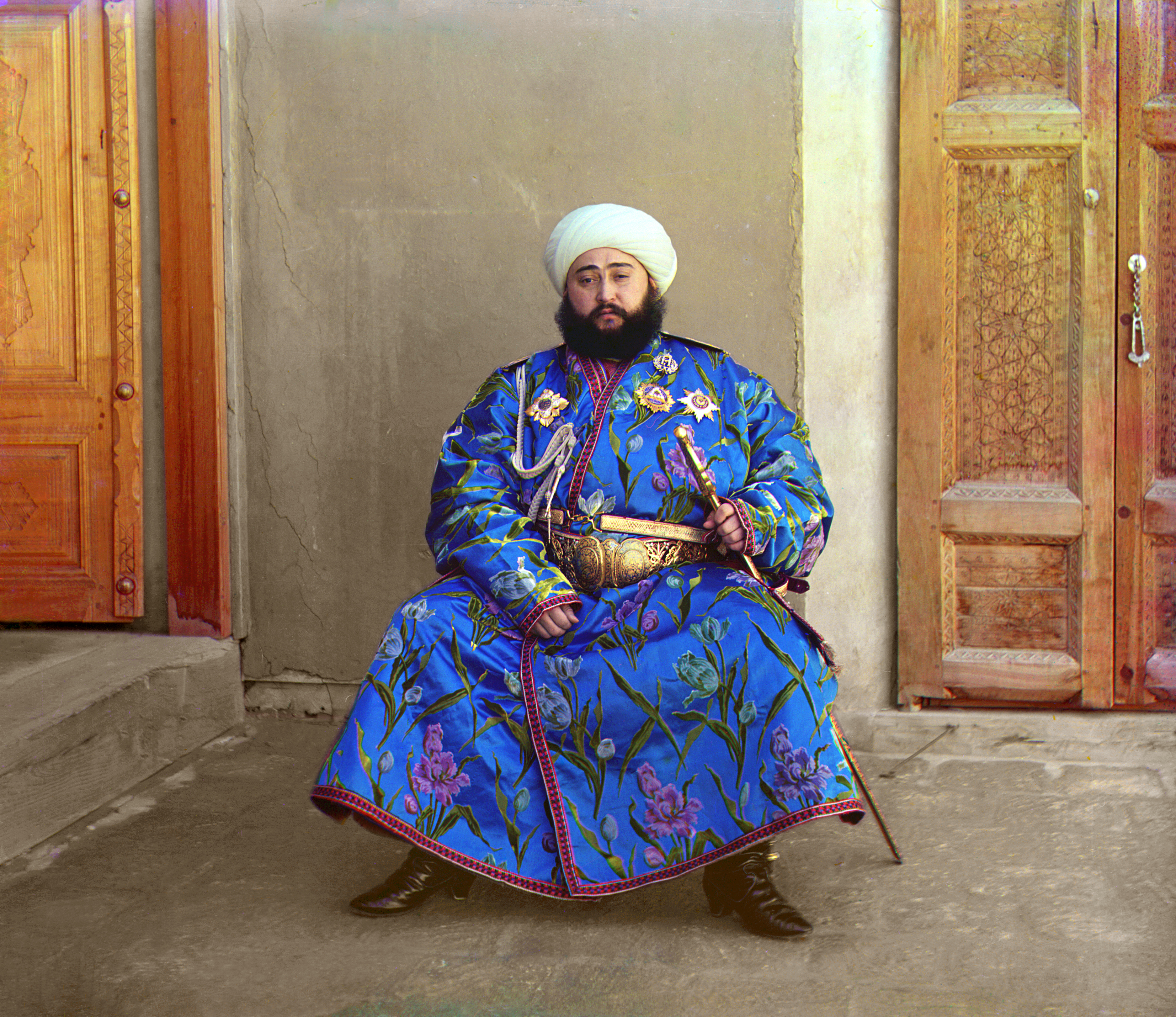
Said Olimchon, letzter Emir von Buchara
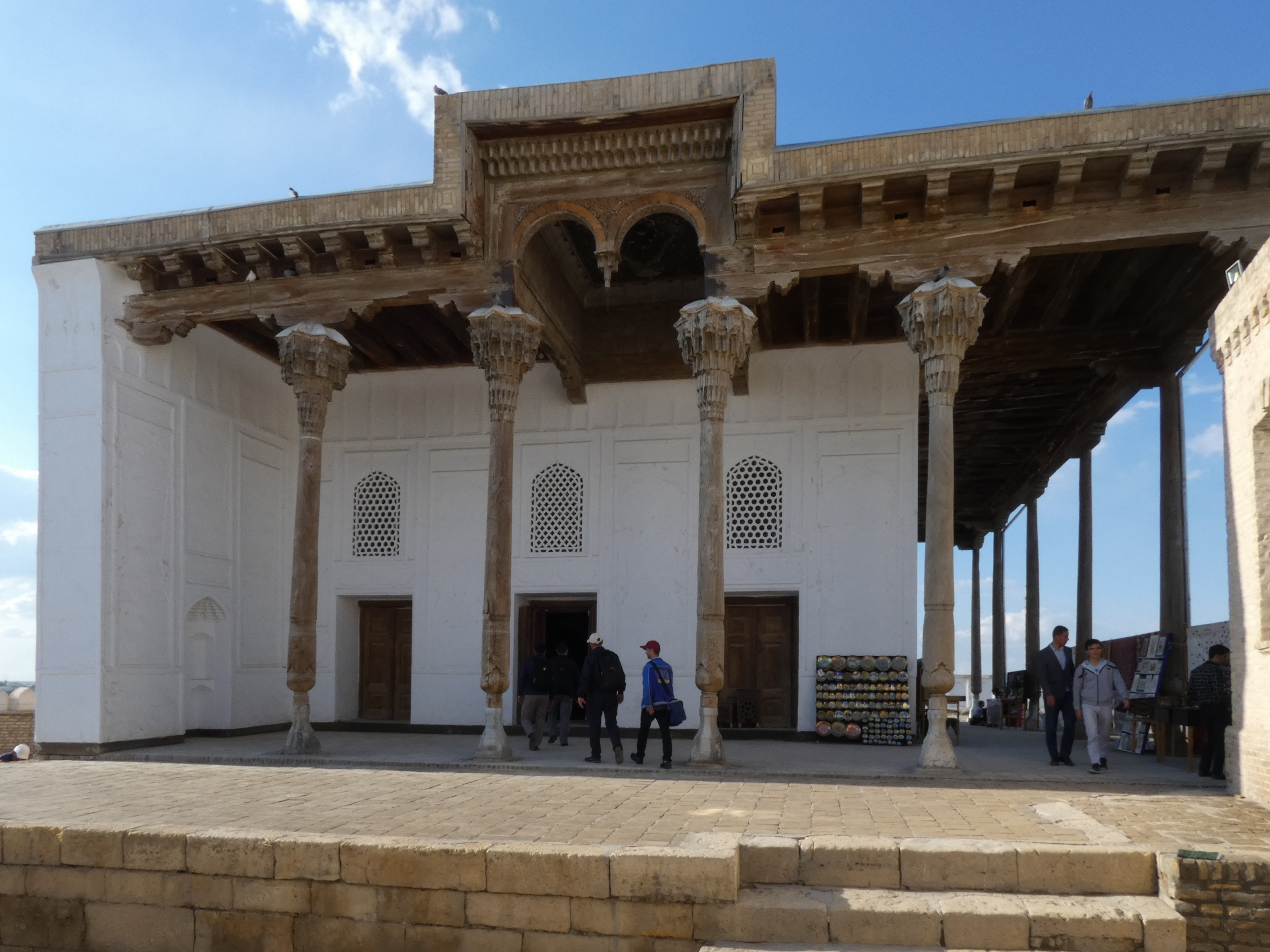
Moschee; links die Mihrābnische der Sommermoschee

## Ark heute
Die heute noch erhaltenen Gebäude werden für sieben verschiedene Museen genutzt:
- Museum für Manuskripte
- Naturkundemuseum
- Archäologisches Museum
- Museum über die antike Stadt Paykent
- Historisches Museum I (von der Antike bis zum 15. Jahrhundert)
- Historisches Museum II (vom 16. Jahrhundert bis 1920)
- Münzenmuseum